# Contarinia ampelopsivora
Contarinia ampelopsivora är en tvåvingeart som först beskrevs av Shinji 1938.  Contarinia ampelopsivora ingår i släktet Contarinia och familjen gallmyggor. Inga underarter finns listade i Catalogue of Life.